# 레셰크 밀레르

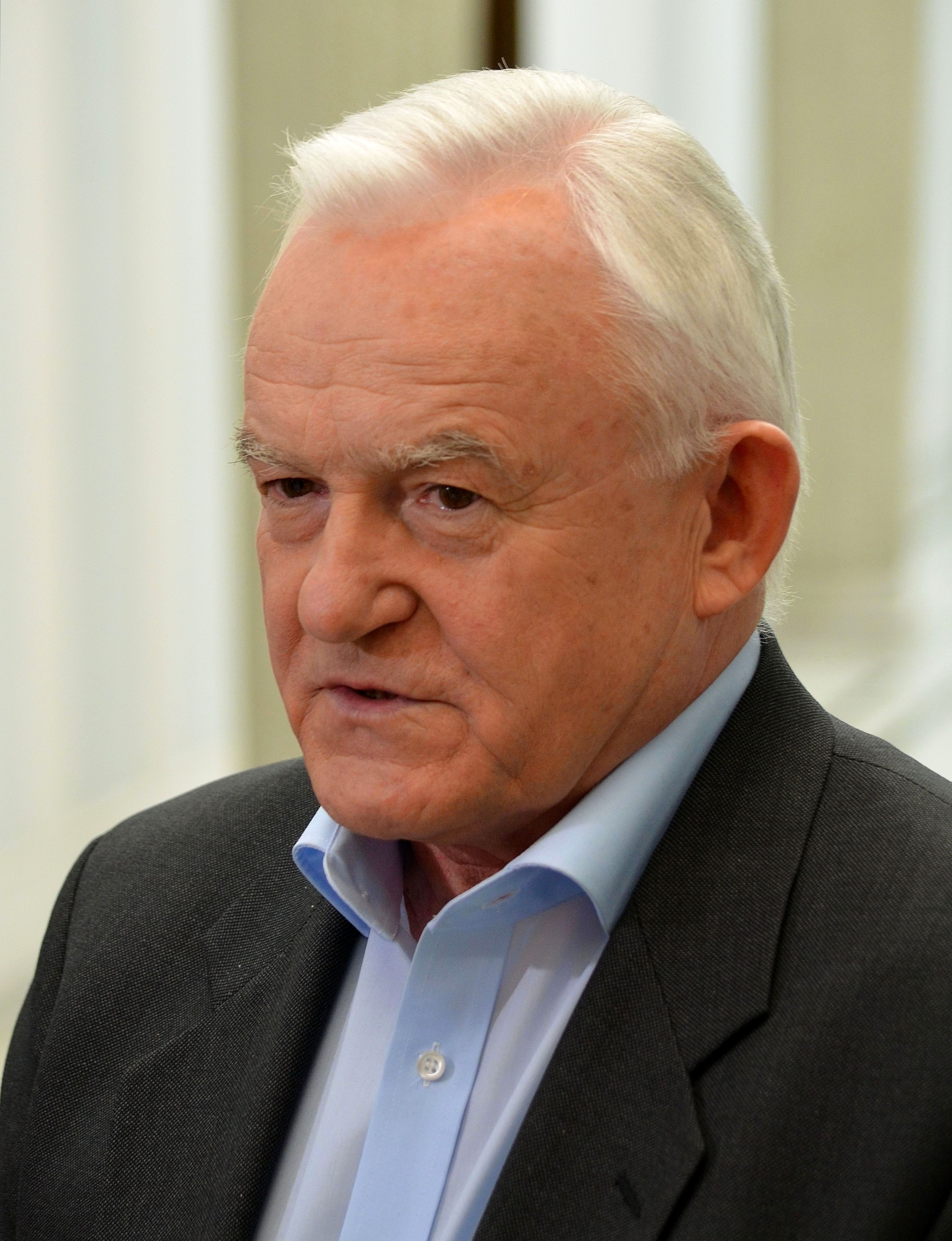
레셰크 밀레르

레셰크 체자리 밀레르(폴란드어: Leszek Cezary Miller, 1946년 7월 3일 지라르두프 ~ )는 폴란드의 정치인이다. 소속 정당은 민주좌파연합이다.

## 생애
1969년부터 1990년까지 폴란드 연합노동자당 당원으로 활동했으며 1990년부터 1999년까지 폴란드 공화국 사회민주당 당원으로 활동했다. 1993년 10월 26일부터 1996년 2월 7일까지 폴란드 노동·사회 정책부 장관을 역임했고 1997년 1월 1일부터 1997년 10월 17일까지 폴란드 내무·행정부 장관을 역임했다.
1997년부터 1999년까지 폴란드 공화국 사회민주당 대표를 역임했으며 1999년 4월 15일부터 2004년 3월 6일까지 민주좌파연합 대표를 역임했다. 2001년 10월 19일부터 2004년 5월 2일까지 폴란드의 총리를 역임했다.

## 역대 선거 결과
| 선거명      | 직책명                             | 대수 | 정당                     | 득표율 | 득표수    | 결과         | 당락                       |
| ----------- | ---------------------------------- | ---- | ------------------------ | ------ | --------- | ------------ | -------------------------- |
| 1989년 선거 | 상원의원 (스키에르니에비체 광역부) | 10대 | 폴란드 통일노동자당      | 19.82% | 30,115표  | 3위          | 낙선                       |
| 1991년 선거 | 하원의원 (우치 제4선거구)          | 1대  | 민주좌파연합             | 13.11% | 49,909표  | 비례대표 1번 | 우치 하원의원 당선         |
| 1993년 선거 | 하원의원 (우치 제27선거구)         | 2대  | 민주좌파연합             | 18.41% | 84 355표  | 비례대표 1번 | 우치 하원의원 당선         |
| 1997년 선거 | 하원의원 (우치 제27선거구)         | 3대  | 민주좌파연합             | 29.49% | 124,651표 | 비례대표 1번 | 우치 하원의원 당선         |
| 2001년 선거 | 하원의원 (우치 제9선거구)          | 4대  | 민주좌파연합 - 노동연합  | 43.45% | 145,637표 | 비례대표 1번 | 우치 하원의원 당선         |
| 2007년 선거 | 하원의원 (우치 제9선거구)          | 6대  | 폴란드 공화국 자주국방당 | 0.98%  | 4,142표   | 비례대표 1번 | 낙선                       |
| 2011년 선거 | 하원의원 (우치 제26선거구)         | 7대  | 민주좌파연합             | 3.97%  | 18,038표  | 비례대표 1번 | 우치 하원의원 당선         |
| 2015년 선거 | 하원의원 (우치 제26선거구)         | 8대  | 좌파연합                 | 2.47%  | 11,542표  | 비례대표 1번 | 낙선                       |
| 2019년 선거 | 유럽의원 (비엘코폴스카 선거구)     | 9대  | 유럽 연정                | 6.62%  | 79,380표  | 비례대표 2번 | 비엘코폴스카 유럽의원 당선 |